# Boulhaf Dir
Boulhaf Dir è un comune dell'Algeria, situato nella provincia di Tébessa.